# Större poto
Större poto (Nyctibius grandis) är en fågel i familjen potoer.

## Utseende och läte
Potoer är udda nattlevande fåglar som ser ut som en blandning av en uggla och en nattskärra, med stort huvud, grå fjäderdräkt med ljusa fläckar och mycket stora gula ögon. Den är som namnet avslöjar större än andra potoer och saknar mustaschstreck. Lätet är ett skrämmande fallande skri.

## Utbredning och systematik
Fågeln förekommer från allra sydligaste Mexiko till norra Bolivia, Paraguay och sydöstra Brasilien. Den behandlas som monotypisk, det vill säga att den inte delas in i några underarter.

## Levnadssätt
Större poto hittas i skogsområden och skogsbryn. Den är nattaktiv och lever av stora insekter. Dagtid är den mycket svår att få syn på, där den välkamouflerat vilar på en vågrät gren, mer sällan på en bruten kvist som andra potoer.

## Status och hot
Arten har ett stort utbredningsområde, men tros minska i antal, dock inte tillräckligt kraftigt för att den ska betraktas som hotad. Internationella naturvårdsunionen IUCN listar arten som livskraftig (LC). Beståndet uppskattas till i storleksordningen en halv till fem miljoner vuxna individer.
- Läte

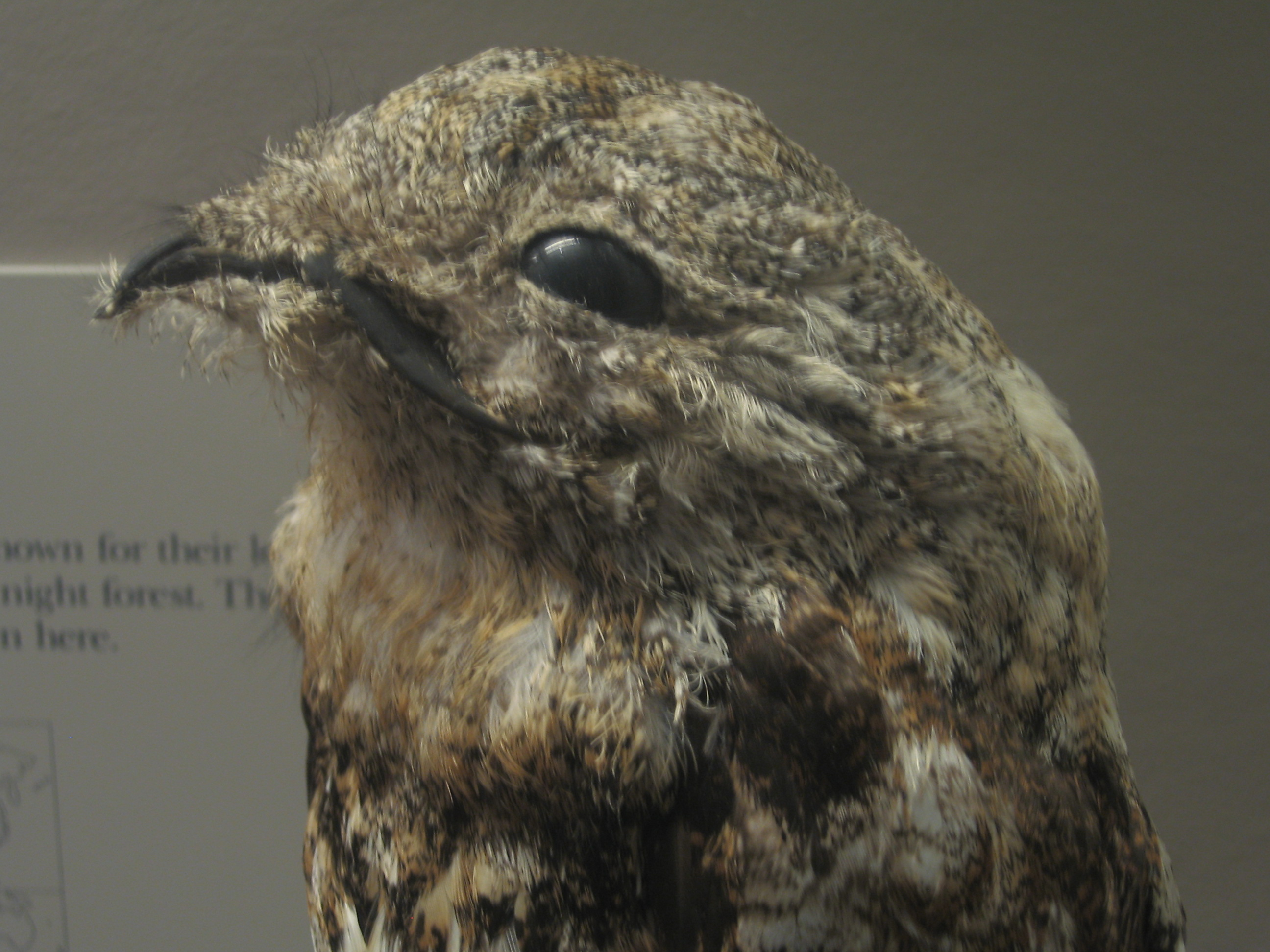
Uppstoppat specimen